# Giovanni Martina
Giovanni Martina (Chieri, 31 maggio 1920 – ...) è stato un calciatore italiano, di ruolo centrocampista.

## Carriera
Nella stagione 1938-1939 ha fatto parte della rosa dell'Alessandria, squadra di Serie B, con cui ha disputato una partita di Coppa Italia. L'anno seguente ha giocato in prestito all'Acqui, in Serie C (segnando una rete in 5 presenze), e successivamente ha militato nella Juventus in Serie A fino al 1942, anno in cui dopo aver vinto una Coppa Italia è stato messo in lista di trasferimento; nella stagione 1942-1943 ha giocato in Serie C con la Saviglianese. Successivamente è tornato all'Alessandria, con cui nella stagione 1943-1944 ha segnato un gol in 4 presenze in Divisione Nazionale.

## Palmarès

### Club

#### Competizioni nazionali
- Coppa Italia: 1

Juventus: 1941-1942